# Distritos de Barcelona

Los diez distritos de Barcelona.

Los distritos municipales son la unidad territorial más grande dentro de la ciudad Barcelona. En la organización territorial actual, que data de 1984, el municipio se divide administrativamente en diez distritos, que a su vez se subdividen en un total de 73 barrios. En conjunto, ocupan una superficie de 101,35 km² (39 mi²).
Los distritos son territorios en los que se materializa la descentralización política y administrativa del Ayuntamiento de Barcelona, ya que tienen autonomía y capacidad de decisión y gestión económica en determinados ámbitos.

## Los 10 distritos y 73 barrios
Los 10 distritos y 73 barrios de Barcelona tienen denominación numérica y también nominal. La Barcelona histórica corresponde a los distritos 1 y 2: Ciudad Vieja es el núcleo urbano más antiguo de la ciudad y el Ensanche es la extensión de la ciudad que siguiendo el Plan Cerdá, se realizó en el siglo XIX, tras el derribo de las murallas. A su alrededor, una corona formada por los distritos cuyas fronteras se ajustan, en cierta medida, a los que fueron los antiguos municipios independientes del Pla de Barcelona, anexionados a la ciudad a finales del siglos XIX y principios del XX. Es el caso de los distritos de Sants Montjuïc (antiguo municipio de Santa María de Sants), Les Corts (antiguo municipio de Les Corts de Sarrià), Sarriá-San Gervasio (antiguos municipios de Sarriá y de San Gervasio de Cassolas), Gracia (antigua Villa de Gracia), Horta-Guinardó (antiguo municipio de Horta), San Andrés (antiguo municipio de San Andrés de Palomar) y San Martín (antiguo municipio de San Martín de Provensals). A estos nueve distritos se suma el de Nou Barris, que en 1984 (año en que se estableció la actual división territorial) era el más joven de la ciudad, pues estaba integrado por múltiples barriadas obreras que, con motivo del desarrollismo, habían ido creciendo en la falda de Collserola desde los años 1950.
| Nº | Distrito            | Imagen | Superficie (ha) | Población (2024) | Densidad (Hab./ha) | Barrios (nº) | Regidor                     |
| -- | ------------------- | ------ | --------------- | ---------------- | ------------------ | --- | --------------------------- |
| 1  | Ciudad Vieja        |        | 420,5           | 108 310          | 257,57             | El Raval (1), Barrio Gótico (2), La Barceloneta (3) y San Pedro, Santa Catalina y la Ribera (4) | Albert Batlle (PSC)         |
| 2  | Ensanche            |        | 746,4           | 271 223          | 363,37             | El Fort Pienc (5), Sagrada Familia (6), La Derecha del Ensanche (7), La Antigua Izquierda del Ensanche (8), La Nueva Izquierda del Ensanche (9) y San Antonio (10) | Jordi Valls (PSC)           |
| 3  | Sants-Montjuïc      |        | 2288,0          | 189 722          | 82,92              | Pueblo Seco (11), La Marina del Prat Vermell (12), La Marina de Port (13), La Font de la Guatlla (14), Hostafrancs (15), La Bordeta (16), Sants-Badal (17), Sants (18), Zona Franca (*) y Montjuïc (*) | Raquel Gil (PSC)            |
| 4  | Les Corts           |        | 601,1           | 82 927           | 137,96             | Les Corts (19), La Maternidad y San Ramón (20) y Pedralbes (21) | David Escudé (PSC)          |
| 5  | Sarriá-San Gervasio |        | 1991,1          | 150 377          | 75,52              | Vallvidrera, el Tibidabo i les Planes (22), Sarriá (23), Las Tres Torres (24), Sant Gervasi-Bonanova (25), Sant Gervasi-Galvany (26) y El Putxet i el Farró (27) | Maria Eugènia Gay (PSC)     |
| 6  | Gracia              |        | 422,4           | 124 460          | 294,65             | Vallcarca y los Penitentes (28), El Coll (29), La Salud (30), Villa de Gracia (31) y Camp d'en Grassot i Gràcia Nova (32) | Laia Bonet (PSC)            |
| 7  | Horta-Guinardó      |        | 1192,2          | 178 843          | 150,01             | Baix Guinardó (33), Can Baró (34), El Guinardó (35), La Font d'en Fargues (36), El Carmelo (37), La Teixonera (38), Sant Genís dels Agudells (39), Montbau (40), El Valle de Hebrón (41), La Clota (42) y Horta (43)                                                                                              | Lluís Rabell (PSC)          |
| 8  | Nou Barris          |        | 805,7           | 178 396          | 221,42             | Vilapicina y La Torre Llobeta (44), Porta (45), Turó de la Peira (46), Can Peguera (47), La Guineueta (48), Canyelles (49), Les Roquetes (50), Verdún (51), La Prosperitat (52), La Trinitat Nova (53), Torre Baró (54), Ciudad Meridiana (55) y Vallbona (56)                                                    | Francesc Xavier Marcé (PSC) |
| 9  | San Andrés          |        | 659,2           | 154 566          | 234,48             | La Trinitat Vella (57), Baró de Viver (58), El Buen Pastor (59), San Andrés (60), La Sagrera (61), Congrés i els Indians (62) y Navas (63) | Marta Villanueva (PSC)      |
| 10 | San Martín          |        | 1043,7          | 247 384          | 237,03             | El Campo del Arpa del Clot (64), El Clot (65), El Parc i la Llacuna del Poblenou (66), La Villa Olímpica del Poblenou (67), Pueblo Nuevo (68), Diagonal Mar i Front Marítim del Poblenou (69), El Besós y el Maresme (70), Provençals del Poblenou (71), San Martín de Provensals (72) y La Verneda y la Paz (73) | David Escudé (PSC)          |

(*) La Zona Franca y Montjuic están catalogados por el Ayuntamiento de Barcelona como áreas de interés especial. Aun así, ambos territorios están asignados a los barrios de El Pueblo Seco (Parque de Montjuic) y la Marina del Prat Vermell (Zona Franca) respectivamente, a efectos organizativo/administrativos como las secciones censales, áreas estadísticas básicas, barrios y distritos.

## Historia

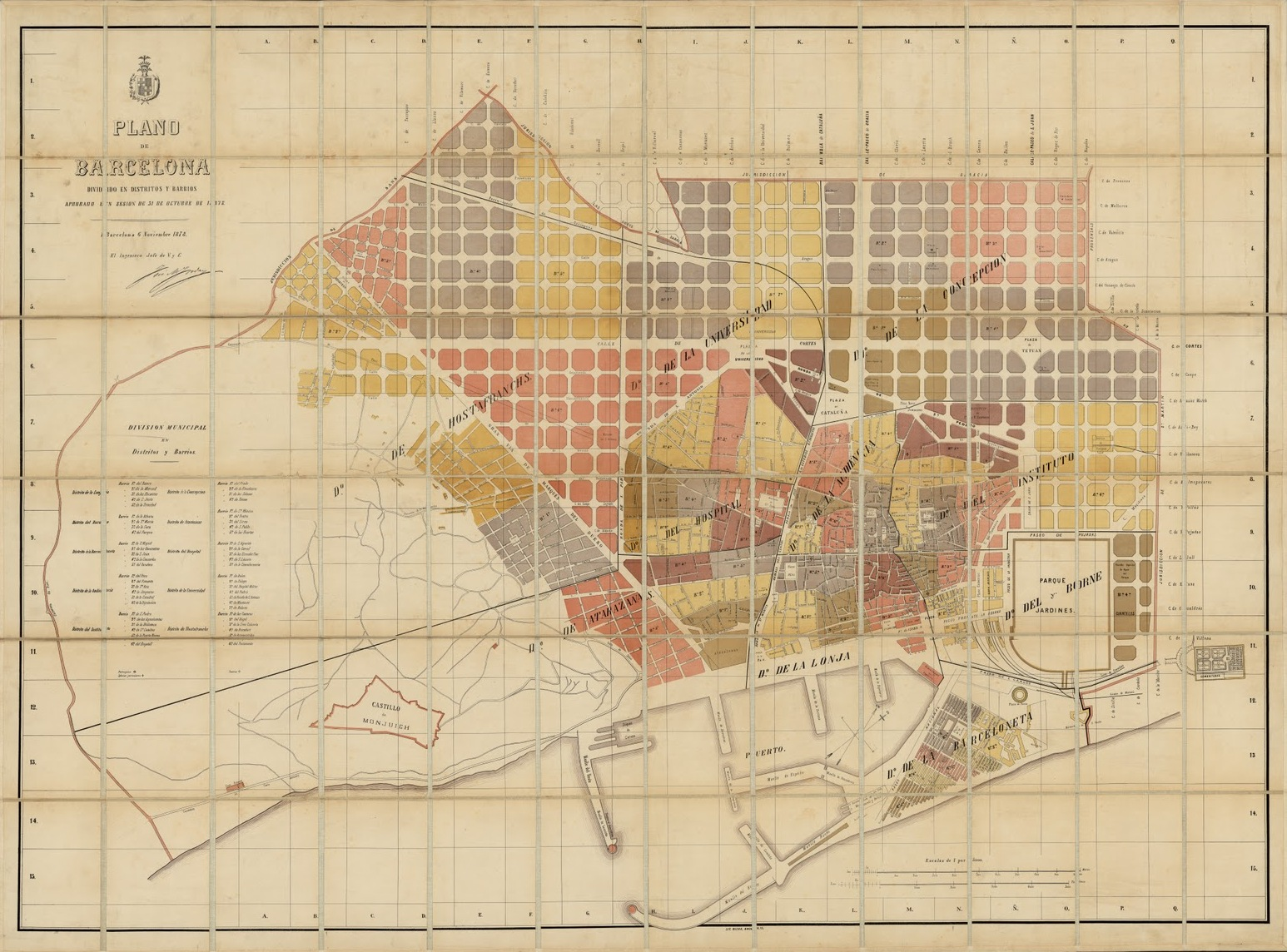
Plano de Barcelona dividido en distritos y barrios aprobado en sesión de 31 de octubre de 1878, grabado anónimo.

### Orígenes y antecedentes
La Barcelona medieval estaba dividida en cinco «cuarteles» (quarters): Framenors, Pi, Mar, Sant Pere y Raval (siglo XV).
En 1769 se hizo una reforma por la que se crearon cinco cuarteles subdivididos cada uno en ocho barrios:
- I-Palau: Portal de Mar, Sombrerers, Llana, Esplanada, Capella d'en Marcús, 1º de la Barceloneta, 2º de la Barceloneta y 3º de la Barceloneta.
- II-Sant Pere: Sant Francesc de Paula, Santa Marta, Santa Caterina, Sant Cugat, Giralt, Molins, Sant Pere y Portal Nou.
- III-Reial Audiència: Oli, Catedral, Sant Felip Neri, Pi, Descalces, Santa Anna, Magdalenes y Sant Gaietà.
- IV-Casa de la Ciutat: Sant Miquel, Mercè, Sant Francesc d'Assís, Caputxins, Ample, Encants, Argenteria y Sants Just i Pastor.
- V-Raval: Santa Mònica, Nou de la Rambla, Sant Agustí, Sant Antoni Abat, Hospital, Sant Llàtzer, Carme y Àngels.

En 1847 se hizo una nueva reforma en que la ciudad quedó dividida en cuatro distritos: Lonja, San Pedro, Universidad y San Pablo. Más adelante,  en 1878, se establecieron 10 distritos: I-La Barceloneta, II-Borne, III-Lonja, IV-Atarazanas, V-Hospital, VI-Audiencia, VII-Instituto, VIII-Universidad, IX-Hostafranchs y X-Concepción.
Entre finales del siglo XIX y principios del XX se agregaron a la Ciudad Condal diversos municipios limítrofes: en 1897 Sants, Les Corts, San Gervasio de Cassolas, Gracia, San Andrés de Palomar y San Martín de Provensals; en 1904, San Juan de Horta; en 1921, Sarriá; en 1924, Collblanc y la Zona Franca; y en 1943 El Buen Pastor y el Baró de Viver, segregados de Santa Coloma de Gramanet. Se realizó entonces una nueva reordenación administrativa, nuevamente con 10 distritos: I-Barceloneta y Pueblo Nuevo, II-San Pedro, III-Lonja y Audiencia, IV-Concepción, V-Atarazanas y Hospital, VI-Universidad, VII-Sans, Las Corts y Hostafranchs, VIII-Gracia y San Gervasio, IX-Horta y San Andrés del Palomar, X-San Martín de Provensals.
En 1933 se hizo una nueva reformulación, igualmente con diez distritos: I-Barceloneta, II-Poble Sec y Montjuïc, III-Sarrià, Vallvidrera y Sant Gervasi, IV- Sant Pere y Dreta de l'Eixample, V-Raval, VI-Esquerra de l'Eixample, VII-Sants, Les Corts y Hostafrancs, VIII-Gràcia, IX-Horta, Sant Andreu del Palomar, Sagrera y Camp de l'Arpa, X-Sant Martí de Provençals, Clot y Poblenou. Estos distritos fueron ampliados en 1949 con dos más: XI-Las Corts y XII-Sagrada Familia.

### Los distritos de 1984
En los años 1980, tras la dictadura franquista, el nuevo consistorio democrático inició un proceso de reorganización de los distritos municipales, con el objetivo de primar la descentralización de la administración y la participación ciudadana. Tras un largo período de estudio y debate, en enero de 1984 se aprobó la actual organización en diez distritos. La nueva división se hizo atendiendo a criterios socioculturales e históricos de la ciudad, ya que la mayoría de los distritos corresponden, en gran medida, a los antiguos municipios independientes anexionados a Barcelona durante los siglos XIX y XX, y que todavía conservan su propia personalidad y una importante cohesión interna.

### La Barcelona de los barrios

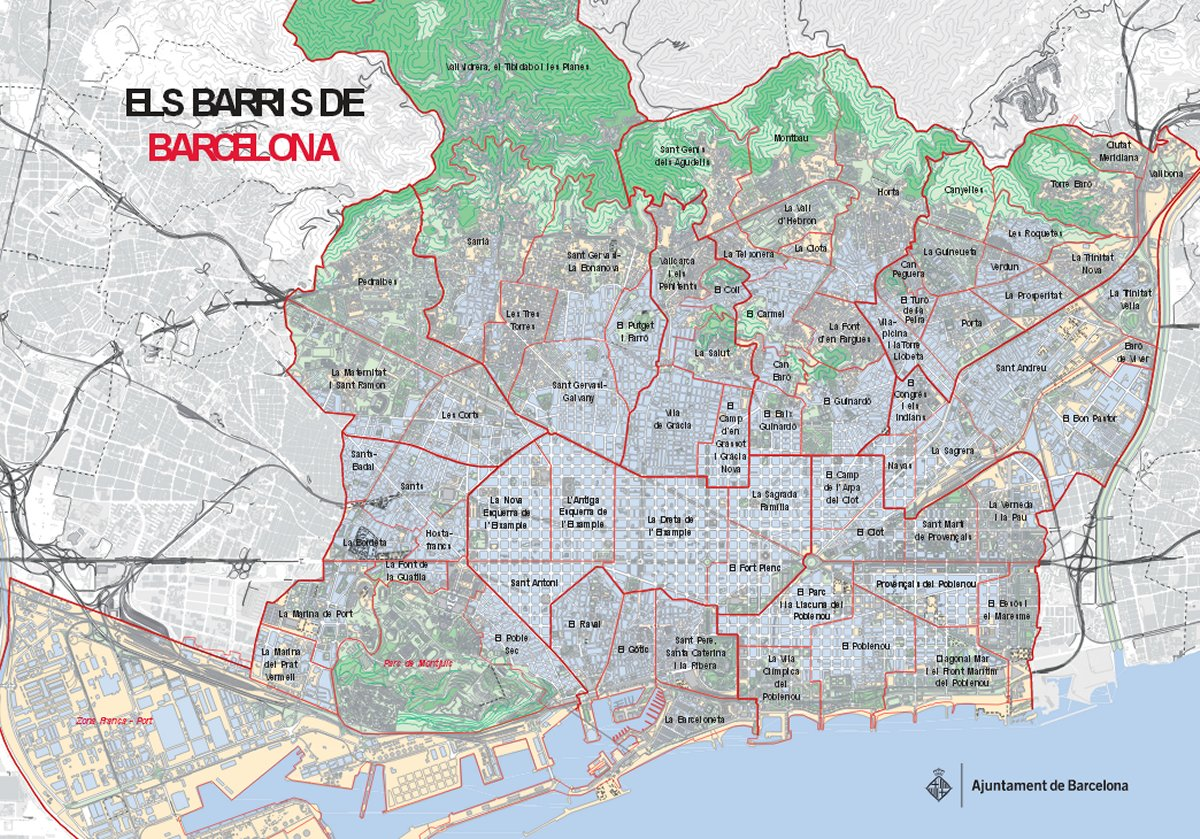
Barrios de Barcelona.

En 2005 el Ayuntamiento barcelonés, con Joan Clos como alcalde, se planteó de la necesidad de impulsar una nueva división administrativa, con nuevas unidades territoriales dentro de los distritos municipales, con el objetivo de mejorar la distribución de los equipamientos y los servicios de proximidad. El proyecto fue bautizado como La Barcelona dels barris (La Barcelona de los barrios). Tras varios meses de estudios y debates, el mapa de 73 barrios fue aprobado en diciembre de 2006. La decisión no estuvo exenta de polémica, ya que fueron segmentados algunos de los barrios históricos considerados por las asociaciones de vecinos como una única unidad, caso de El Clot (del que se segregó el barrio de El Campo del Arpa), Sants (del que se segregó el barrio de Badal), La Izquierda del Ensanche (dividida entre La Nueva y La Antigua Izquierda del Ensanche) o el Pueblo Nuevo (fragmentado en cinco barrios). Y, por el contrario, algunas pequeñas unidades vecinales cohesionadas no vieron realizadas sus aspiraciones de convertirse en barrios con reconocimiento oficial, como Can Caralleu, Penitents, Torre Melina o El Polvorí.

## Administración

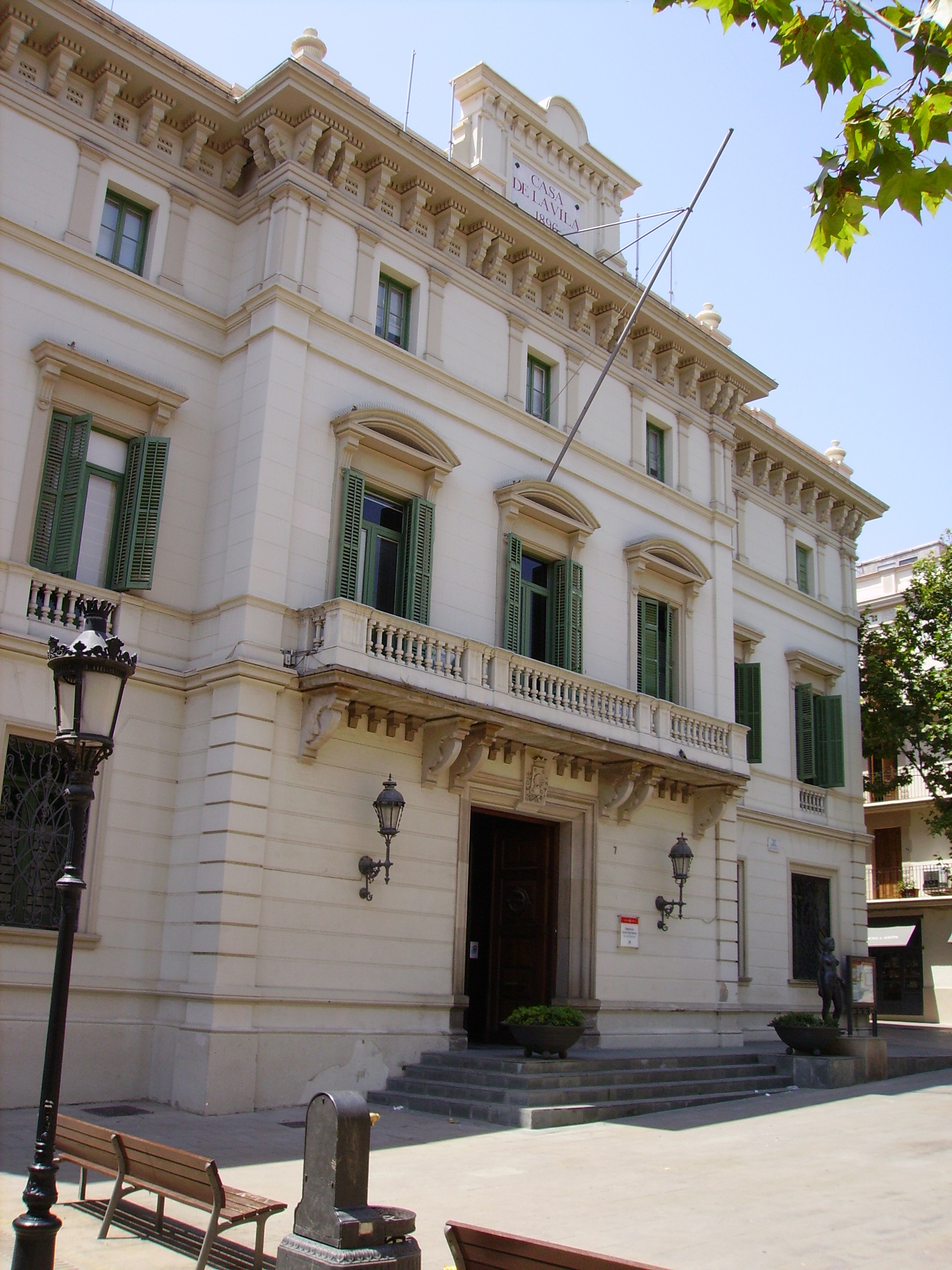
Casa de la Villa de Sarriá, antigua alcaldía del municipio y hoy sede del Distrito.

Los distritos municipales de Barcelona tienen autonomía y capacidad de decisión y gestión económica, y se rigen por un Consejo Municipal de Distrito (en catalán: Consell Municipal de Districte). Cada Consejo Municipal de Distrito, integrado por 15 concejales, se configura en proporción del número de votos que cada partido recibe, en cada distrito, en las elecciones municipales de Barcelona. Así, sucede que, aunque el gobierno de la ciudad recaiga en un determinado partido, uno o varios distritos sean gobernados por otra formación política. Los Consejos de Distrito se reúnen, cada dos meses, en sesiones plenarias públicas. El órgano ejecutivo de cada distrito es la Comisión de Gobierno, que está presidida por un regidor de Distrito.